# Liste botanischer Gärten in den Vereinigten Staaten
Diese Liste der botanischen Gärten in den Vereinigten Staaten soll alle bedeutenden botanischen Gärten und Arboreten der Vereinigten Staaten von Amerika enthalten. Die Liste ist alphabetisch sortiert.

## Alabama
- Aldridge Botanical Gardens – Hoover
- William Bartram Arboretum – Wetumpka
- Bellingrath Gardens and Home – Theodore
- Birmingham Botanical Gardens – Birmingham
- Donald E. Davis Arboretum – Auburn University, Auburn
- Dothan Area Botanical Gardens – Dothan
- Huntsville Botanical Garden – Huntsville
- Jasmine Hill Gardens and Outdoor Museum – Montgomery
- Mobile Botanical Gardens – Mobile
- Noccalula Falls Botanischer Garten – Gadsden – (Noccalula Falls Park)
- Troy University Arboretum – Troy University, Troy
- University of Alabama Arboretum – University of Alabama, Tuscaloosa

## Alaska
- Alaska Botanical Garden – Anchorage
- Georgeson Botanical Garden – University of Alaska Fairbanks, Fairbanks
- Jensen-Olson Arboretum – Juneau

## Arizona
- Arboretum der Arizona State University – Arizona State University, Tempe
- Arboretum at Flagstaff – Flagstaff
- Arizona Cactus Botanical Garden – Bisbee
- Boyce Thompson Arboretum State Park – Superior
- Desert Botanical Garden – Phoenix
- Forever Ranch and Gardens – Yucca
- Navajo Nation Zoo and Botanical Park – Window Rock
- Tucson Botanical Gardens – Tucson

## Arkansas
- Arkansas Arboretum – Little Rock
- Blue Springs Heritage Center (vormals Eureka Springs Gardens) – Eureka Springs
- The Botanical Garden of the Ozarks – Fayetteville
- Garvan Woodland Gardens – Hot Springs National Park, Hot Springs
- South Arkansas Arboretum – El Dorado

## Colorado
- Chester M. Alter Arboretum – University of Denver, Denver
- Andrews Arboretum – Boulder
- Betty Ford Alpine Gardens – Vail
- Denver Botanic Gardens – Denver
- Hudson Gardens – Littleton
- Montrose Botanic Gardens – Montrose
- Shambhala Botanic Gardens – Red Feather Lakes
- Western Colorado Botanical Gardens – Grand Junction
- Yampa River Botanic Park – Steamboat Springs

## Connecticut
- Bartlett Arboretum and Gardens – Stamford
- Connecticut College Arboretum – New London
- Dinosaur State Park Arboretum – Rocky Hill
- Harkness Memorial State Park – Waterford
- Highstead Arboretum – Redding
- Marsh Botanical Garden – Yale University, New Haven
- New Canaan Nature Center – New Canaan

## Delaware
- Delaware Center for Horticulture – Wilmington
- Hagley Museum and Library – Greenville
- Mount Cuba Center – Greenville
- Nemours Mansion and Gardens – Wilmington
- University of Delaware Botanic Gardens – University of Delaware, Newark
- Winterthur Museum and Grounds – Winterthur

## District of Columbia
- Dumbarton Oaks – Washington, D.C.
- Oak Hill Cemetery – Washington, D.C.
- Botanischer Garten der Vereinigten Staaten (United States Botanic Garden) – Washington, D.C.
- United States National Arboretum – Washington, D.C.

## Florida
- American Orchid Society Visitor Center and Botanical Garden – Delray Beach
- Arboretum of the University of Central Florida – Orlando
- Bok Tower Gardens – Lake Wales
- Busch Gardens – Tampa
- Cypress Gardens – zwischen Tampa und Orlando
- Deerfield Beach Arboretum – Deerfield Beach
- Edison and Ford Winter Estates – Fort Myers
- Fairchild Tropical Botanic Garden – Coral Gables
- Flamingo Gardens – Davie
- The Florida Botanical Gardens – Largo
- Florida Institute of Technology Botanical Gardens – Melbourne
- Four Arts Gardens – Palm Beach
- Fruit and Spice Park – Homestead
- John C. Gifford Arboretum – University of Miami, Coral Gables
- Harry P. Leu Garden – Orlando
- Heathcote Botanical Gardens – Fort Pierce
- The Kampong (Teil des National Tropical Botanical Garden) – Coconut Grove
- Kanapaha Botanical Gardens – Gainesville
- Key West Botanical Forest and Garden – Key West
- Alfred B. Maclay State Gardens – Tallahassee
- McKee Botanical Garden – Vero Beach
- Miami Beach Botanical Garden – Miami Beach
- Montgomery Botanik Center – Coral Gables
- Mounts Botanical Garden – West Palm Beach
- Naples Botanical Garden – Naples
- Palm und Cycad Arboretum – Florida Community College at Jacksonville, Jacksonville
- Palma Sola Botanical Park – Bradenton
- Roji-en Japanese Gardens – Morikami Museum and Japanese Gardens, Delray Beach
- Sarasota Jungle Gardens – Sarasota
- Marie Selby Botanical Gardens – Sarasota
- Sunken Gardens – Saint Petersburg
- Unbelievable Acres Botanic Gardens – Palm Beach
- University of South Florida Botanical Gardens – Tampa
- Vizcaya Museum and Gardens – Miami

## Georgia
- Atlanta Botanical Garden – Atlanta
- Bamboo Farm and Coastal Gardens – Savannah
- Waddell Barnes Botanical Gardens – Macon State College, Macon
- Callaway Gardens – Pine Mountain
- DeKalb College Botanical Garden – Decatur
- Fernbank Greenhouse and Botanical Gardens – Atlanta
- Georgia Golf Hall of Fame’s Botanical Garden – Augusta
- Georgia Perimeter College Botanical Garden – Decatur
- Georgia Southern Botanical Garden – Statesboro
- Lockerly Arboretum – Milledgeville
- Massee Lane Gardens – American Camellia Society Headquarters, Fort Valley
- Thompson Mills Forest – Braselton
- The State Botanical Garden of Georgia – Athens
- University of Georgia Campus Arboretum – Athens
- Vines Botanical Gardens – Loganville

## Hawaii
- Allerton Garden (Teil des National Tropical Botanical Garden) – Kauaʻi
- Foster Botanical Garden – Honolulu
- Amy B. H. Greenwell Ethnobotanical Garden – Captain Cook
- Hawaii Tropical Botanical Garden – Papaikou
- Honolulu Botanic Gardens – Honolulu
- Ho'omaluhia Botanical Gardens – Kāneʻohe
- Kahanu Garden (Teil des National Tropical Botanical Garden) – Maui
- Kaia Ranch Tropical Botanical Gardens – Hāna
- Koko Crater Botanical Garden – Oʻahu
- Kula Botanical Garden – Kula
- Lawai-kai (Teil des National Tropical Botanical Garden) – Kauaʻi
- Limahuli Garden and Preserve (Teil des National Tropical Botanical Garden) – Kauaʻi
- Lyon Arboretum – Honolulu
- Maui Nui Botanical Gardens – Kahului
- McBryde Garden (Teil des National Tropical Botanical Garden) – Kauaʻi
- Olu Pua Botanical Garden and Plantation – Kauaʻi
- Wahiawa Botanical Garden – Oʻahu
- Waimea Valley Audubon Center (vormals Waimea Arboretum and Botanical Garden) – Haleiwa

## Idaho
- Arboretum Park – Eagle
- Idaho Botanical Garden – Boise
- Idaho State Arboretum – Idaho State University, Pocatello
- Sawtooth Botanical Garden – Ketchum
- University of Idaho Arboretum and Botanical Garden – Moscow

## Illinois
- Anderson Japanese Gardens – Rockford
- Chicago Botanic Garden – Glencoe
- Fell Arboretum – Illinois State University, Normal
- Garfield Park Conservatory – Chicago
- Mabery Gelvin Botanical Garden – Mahomet
- Klehm Arboretum and Botanic Garden – Rockford
- Ladd Arboretum – Evanston
- Lilacia Park – Lombard
- Lincoln Park Conservatory – Chicago
- Longview Park Conservatory and Gardens – Rock Island
- George L. Luthy Memorial Botanical Garden – Peoria
- Morton Arboretum – Lisle
- Oak Park Conservatory – Oak Park
- Don Opel Arboretum – Highland Community College, Freeport
- Quad City Botanical Center – Rock Island
- Starhill Forest Arboretum – Petersburg
- University of Illinois Arboretum – University of Illinois, Urbana
- University of Illinois Conservatory and Plant Collection – University of Illinois, Urbana
- Washington Park Botanical Garden – Springfield
- Wilder Park Conservatory – Elmhurst

## Indiana
- Christy Woods – Ball State University, Muncie
- Jerry E. Clegg Botanic Garden – Lafayette
- Foellinger-Freimann Botanical Conservatory – Fort Wayne
- Garfield Park Conservatory and Sunken Gardens – Indianapolis
- Greenfield Herb Garden – Shipshewana
- Hayes Arboretum – Richmond
- Holcomb Gardens – Butler University, Indianapolis
- Huntington University Arboretum and Botanical Garden – Huntington
- Morris Conservatory and Muessel-Ellison Tropical Gardens – South Bend
- Purdue University Horticulture Gardens – Purdue University, West Lafayette
- South Bend Conservatory – South Bend
- Taltree Arboretum and Gardens – Valparaiso
- Wheeler Orchid Collection and Species Bank – Ball State University, Muncie
- White River Gardens – Indianapolis

## Iowa
- Bickelhaupt Arboretum – Clinton
- Arie den Boer Arboretum – Des Moines
- Buxton Park Arboretum – Indianola
- Brenton Arboretum – Dallas Center
- Cedar Valley Arboretum and Botanic Gardens – Waterloo
- Crapo Park – Burlington
- Des Moines Botanical Center – Des Moines
- Dubuque Arboretum and Botanical Gardens – Dubuque
- Forest Park Museum and Arboretum – Perry
- Frontier Organic Research Farm Botanical Garden – Norway
- Iowa Arboretum – Madrid
- Lilac Arboretum and Children’s Forest – Des Moines
- Muscatine Arboretum – Muscatine
- Newton Arboretum and Botanical Gardens – Newton
- Reiman Gardens – Ames
- Stampe Lilac Garden – Davenport
- University of Northern Iowa Teaching and Research Greenhouse – University of Northern Iowa, Cedar Falls
- Vander Veer Botanical Park – Davenport

## Kalifornien
- Arizona Cactus Garden – Stanford University, Palo Alto
- Balboa Park Gardens – Balboa Park, San Diego
- Blake Garden – Kensington
- California State University Northridge Botanic Garden – California State University, Northridge
- Chavez Ravine Arboretum – Los Angeles
- Chico University Arboretum – California State University, Chico
- College of the Desert Arboretum – Palm Desert
- Conejo Valley Botanical Garden – Thousand Oaks
- Descanso Gardens – La Cañada Flintridge
- Earl Burns Miller Japanese Garden – California State University, Long Beach
- Eddy Arboretum – Placerville
- Edgewood Botanic Garden – Mill Valley
- Filoli – Woodside
- Fullerton Arboretum – Fullerton
- The Gardens at Heather Farm – Walnut Creek
- C. M. Goethe Arboretum – California State University, Sacramento
- Golden Gate Park Conservatory of Flowers – San Francisco
- Hakone Gardens – Saratoga
- Huntington Botanical Gardens – San Marino
- Humboldt Botanical Garden – Eureka
- Japanese Friendship Garden – San José
- Jensen Botanical Gardens – Carmichael
- The Japanese Garden – Van Nuys
- Labadie Arboretum – Merritt College, Oakland
- Leaning Pine Arboretum – San Luis Obispo
- The Living Desert Zoo and Gardens – Palm Desert
- Los Angeles County Arboretum and Botanic Garden – Los Angeles
- Lotusland – Montecito
- Luther Burbank Home and Gardens – Santa Rosa
- Marin-Bolinas Botanical Gardens – Bolinas
- Markham Regional Arboretum – Concord
- McConnell Arboretum and Gardens – Turtle Bay Exploration Park, Redding
- William Joseph McInnes Botanic Garden and Campus Arboretum – Mills College, Oakland
- Mendocino Coast Botanical Gardens – Fort Bragg
- Mildred E. Mathias Botanical Garden – University of California, Los Angeles
- Moorten Botanical Garden and Cactarium – Palm Springs
- Pikake Botanical Gardens – Valley Center
- Quail Botanical Gardens – Encinitas
- Quarryhill Botanic Garden – Glen Ellen
- Rancho Santa Ana Botanic Garden – Claremont
- Redding Arboretum – Turtle Bay Exploration Park, Redding
- Regional Parks Botanic Garden – Berkeley
- Virginia Robinson Gardens – Beverly Hills
- John R. Rodman Arboretum – Pitzer College, Claremont
- Rusch Botanical Gardens – Citrus Heights
- Ruth Bancroft Garden – Walnut Creek
- San Francisco Botanical Garden (Strybing Arboretum) – Golden Gate Park, San Francisco
- San Jose Municipal Rose Garden – San José
- San Luis Obispo Botanical Garden – San Luis Obispo
- San Mateo Arboretum – San Mateo
- Santa Barbara Botanic Garden – Santa Barbara
- Sherman Library and Gardens – Corona del Mar
- South Coast Botanic Garden – Palos Verdes
- Stanford University Arboretum – Stanford University, Palo Alto
- Strybing Arboretum – Golden Gate Park, San Francisco
- Turtle Bay Exploration Park – Redding
- University of California Botanical Garden – University of California, Oakland
- University of California, Davis, Arboretum – Davis
- University of California, Irvine, Arboretum – Irvine
- University of California, Riverside, Botanic Gardens – Riverside
- University of California, Santa Cruz, Arboretum – Santa Cruz
- Villa Montalvo Arboretum – Saratoga
- Wrigley Botanical Gardens – Santa Catalina Island
- M. Young Botanic Garden – Kerman

## Kansas
- Bartlett Arboretum (Kansas) – Belle Plaine
- Botanica, The Wichita Gardens – Wichita
- Dyck Arboretum of the Plains – Hesston
- International Forest of Friendship – Atchiso
- Kansas Landscape Arboretum – Wakefield
- Kansas State University Gardens – Manhattan
- Overland Park Arboretum and Botanical Gardens – Overland Park
- Parsons Arboretum – Parsons
- Reinisch Rose Garden and Doran Rock Garden – Topeka
- Sedgwick County Extension Arboretum – Sedgwick County
- Ward-Meade Park Botanical Gardens – Topeka

## Kentucky
- Bernheim Arboretum and Research Forest – Clermont
- Boone County Arboretum – Union
- Cave Hill Cemetery and Arboretum – Louisville
- Kentucky Horse Park Arboretum – Lexington
- Lexington Cemetery (Kentucky) – Lexington
- University of Kentucky/Lexington-Fayette Urban County Government Arboretum – Lexington
- University of Kentucky Research and Education Center Botanical Garden – Princeton
- Nannine Clay Wallis Arboretum – Paris
- Western Kentucky Botanical Garden – Owensboro

## Louisiana
- The Gardens of the American Rose Center – Shreveport
- Biedenharn Museum and Gardens – Monroe
- Hilltop Arboretum at Louisiana State University – Louisiana State University, Baton Rouge
- Hodges Gardens, Park and Wilderness Area – Many
- Independence Park Botanic Gardens – Baton Rouge
- Jungle Gardens – Avery Island
- Laurens Henry Cohn, Sr. Memorial Plant Arboretum – Baton Rouge
- Longue Vue House and Gardens – New Orleans
- Louisiana State Arboretum – Ville Platte
- Louisiana Tech University Arboretum – Ruston
- New Orleans Botanical Garden – New Orleans

## Maine
- Harvey Butler Memorial Rhododendron Sanctuary – Springvale
- Roger Clapp Greenhouses – University of Maine, Orono
- Coastal Maine Botanical Gardens – Boothbay
- Ecotat Gardens and Arboretum – Hermon
- Fay Hyland Botanical Plantation – University of Maine, Orono
- Lyle E. Littlefield Ornamentals Trial Garden – University of Maine, Orono
- Longfellow Arboretum – Portland
- Perkins Arboretum – Colby College, Waterville
- Carnegie Science Arboretum – Bates College, Lewiston
- Pine Tree State Arboretum – Augusta
- Shoreway Arboretum – Southern Maine Technical College, South Portland

## Maryland
- Adkins Arboretum – Tuckahoe State Park, Ridgely
- Baltimore Conservatory – Baltimore
- Brookside Gardens – Wheaton
- Cylburn Arboretum – Baltimore
- Ladew Topiary Gardens – Monkton
- London Town Foundation – Edgewater
- St. John’s Herb Garden – Bowie
- Salisbury University Arboretum – Salisbury University, Salisbury

## Massachusetts
- Arnold Arboretum of Harvard University – Boston
- Berkshire Botanical Garden – Stockbridge
- Boston Public Garden – Boston
- The Case Estates of the Arnold Arboretum – Weston
- The Botanic Garden of Smith College – Smith College, Northampton
- Elm Bank Horticulture Center – Wellesley
- Garden in the Woods – Framingham
- Hebert Arboretum – Pittsfield
- Heritage Museums and Gardens – Sandwich
- Hunnewell Arboretum – Wellesley
- Mount Auburn Cemetery – Cambridge
- Mount Holyoke College Botanic Garden – South Hadley
- Polly Hill Arboretum – West Tisbury
- Stanley Park of Westfield – Westfield
- Tower Hill Botanic Garden – Boylston

## Michigan
- Anna Scripps Whitcomb Conservatory – Detroit
- W. J. Beal Botanical Garden – Michigan State University, East Lansing
- Dow Gardens – Midland
- Fernwood Botanical Garden and Nature Preserve – Niles
- Frederik Meijer Gardens and Sculpture Park – Grand Rapids
- Hidden Lake Gardens – Tipton
- Leila Arboretum – Battle Creek
- Clarence E. Lewis Landscape Arboretum – Michigan State University, East Lansing
- Matthaei Botanical Gardens – University of Michigan, Ann Arbor
- Michigan State University Horticulture Gardens – Michigan State University, East Lansing
- Nichols Arboretum – University of Michigan, Ann Arbor
- Slayton Arboretum – Hillsdale College, Hillsdale

## Minnesota
- Carleton College Cowling Arboretum – Northfield
- Como Zoo and Conservatory – Saint Paul
- Linnaeus Arboretum – Gustavus Adolphus College, Saint Peter
- Minnesota Landscape Arboretum – Chanhassen
- Munsinger Gardens and Clemens Gardens – Saint Cloud
- Northland Arboretum – Paul Bunyan Conservation Area, Brainerd
- Olcott Park Greenhouse – Virginia

## Mississippi
- Crosby Arboretum – Mississippi State University, Picayune
- Forestry Sciences Laboratory Arboretum – Starkville
- Jackson State University Botanical Garden – Jackson
- Mississippi State University Arboretum – Mississippi State University
- Simmons Arboretum – Madison

## Missouri
- McAlester Arboretum – University of Missouri, Columbia, Columbia
- Missouri Botanical Garden – St. Louis
- Mizzou Botanic Garden – University of Missouri, Columbia, Columbia
- Powell Gardens – Kingsville

## Montana
- International Larix Arboretum – Hungry Horse
- Montana Arboretum and Gardens – Montana State University, Bozeman
- University of Montana Herbarium – University of Montana, Missoula

## Nebraska
- Alice Abel Arboretum – Nebraska Wesleyan University, Lincoln
- Arbor Lodge State Historical Park and Arboretum – Nebraska City
- Doane College Osterhout Arboretum – Doane College, Crete
- Governor Furnas Arboretum – Brownville
- Gilman Park Arboretum – Pierce
- Itha T. Krumme Memorial Arboretum – Falls City
- Maxwell Arboretum – University of Nebraska, Lincoln
- D. A. Murphy Panhandle Arboretum – Scottsbluff
- Nebraska Statewide Arboretum – University of Nebraska, Lincoln
- Norris Forest School Arboretum – Hickman
- Northfield Park Arboretum – Gering
- Omaha Botanical Gardens – Omaha
- State Fair Park Arboretum – Lincoln
- Joshua C. Turner Arboretum – Union College, Lincoln
- Wayne State College Arboretum – Wayne

## Nevada
- Alan Bible Botanical Garden – Boulder City
- Ethel M Botanical Cactus Gardens – Henderson
- The Gardens at the Las Vegas Springs Preserve – Las Vegas
- Wilbur D. May Arboretum and Botanical Garden – Reno
- Southern Nevada Zoological-Botanical Park – Las Vegas
- University of Nevada at Las Vegas Arboretum – Las Vegas
- University of Nevada at Reno Arboretum – Reno

## New Hampshire
- Jesse Hepler Lilac Arboretum – University of New Hampshire, Durham
- Nathan’s Garden – Hanover
- Rhododendron State Park – Fitzwilliam
- Rockingham County Botanical Garden – Brentwood

## New Jersey
- Lewis W. Barton Arboretum – Medford
- Leonard J. Buck Garden – Far Hills
- Sister Mary Grace Burns Arboretum – Georgian Court University, Lakewood
- Colonial Park Arboretum and Gardens – East Millstone
- Duke Gardens – Somerville
- Frelinghuysen Arboretum – Morristown
- Cora Hartshorn Arboretum and Bird Sanctuary – Short Hills
- Herrontown Woods Arboretum – Princeton
- Holmdel Arboretum – Freehold
- Hunterdon County Arboretum – Lebanon
- Leaming’s Run Gardens – Swainton
- New Jersey State Botanical Garden – Ringwood (Skylands)
- Presby Memorial Iris Gardens – Montclair
- Reeves-Reed Arboretum – Summit
- Rutgers Gardens – Rutgers University, New Brunswick
- Sayen Park Botanical Garden – Hamilton
- Ringwood State Park – Ringwood (Skylands)
- Stony Brook Millstone Watershed Arboretum – Pennington
- Howard Van Vleck Arboretum – Montclair
- Wagner Farm Arboretum – Warren
- Willowwood Arboretum – Chester
- Florence and Robert Zuck Arboretum – Drew University, Madison

## New Mexico
- Albuquerque Biological Park – Albuquerque
- A. R. Leding Cactus Garden – New Mexico State University, Las Cruces
- Living Desert Zoo and Gardens State Park – Carlsbad
- New Mexico State University Botanical Garden – Las Cruces
- Rio Grande Botanic Garden – Albuquerque
- University of New Mexico Arboretum – University of New Mexico, Albuquerque

## New York
- Bailey Arboretum – Locust Valley
- Bayard Cutting Arboretum State Park – Great River
- Binghamton Zoo at Ross Park – Binghamton
- Brooklyn Botanic Garden – Brooklyn
- Buffalo and Erie County Botanical Gardens – Buffalo
- Mary Flagler Cary Arboretum – Millbrook
- Clark Botanic Garden – Albertson
- Clay Arboretum – Millbrook
- Cornell Plantations – Cornell University, Ithaca
- Cutler Botanic Garden – Binghamton
- Ellwanger Garden – Rochester
- Genesee Country Village and Museum – Mumford
- Highland Botanical Park – Rochester
- Hofstra University Arboretum – Hempstead
- John P. Humes Japanese Stroll Garden – Locust Valley
- Innisfree Garden – Millbrook
- George Landis Arboretum – Esperance
- Lasdon Park and Arboretum – Somers
- Mountain Top Arboretum – Tannersville
- Nannen Arboretum – Ellicottville
- New York Botanical Garden – Bronx, New York City
- F.R. Newman Arboretum – Cornell Plantations, Ithaca
- Planting Fields Arboretum – Oyster Bay
- Queens Botanical Garden – Flushing (New York)
- Sonnenberg Mansion and Gardens – Canandaigua
- Staten Island Botanical Garden – Staten Island
- University of Rochester Arboretum – University of Rochester, Rochester
- Vassar College Arboretum – Vassar College, Poughkeepsie
- Wave Hill – Bronx

## North Carolina
- Airlie Gardens – Wilmington
- Biltmore Estate – Asheville
- Botanical Gardens of Ashville – Asheville
- Haywood Community College Arboretum – Clyde
- Cape Fear Botanical Garden – Fayetteville
- Charlotte Botanical Gardens – University of North Carolina at Charlotte, Charlotte
- Sarah P. Duke Gardens – Duke University, Durham
- Juniper Level Botanic Gardens – Raleigh
- New Hanover County Coop Ext Arboretum – Wilmington
- North Carolina Arboretum – Asheville
- North Carolina Botanical Garden – Chapel Hill
- North Carolina State University Arboretum – North Carolina State University, Raleigh
- Old Salem – Winston-Salem
- JC Raulston Arboretum – North Carolina State University, Raleigh
- Reynolda Gardens – Wake Forest University, Winston-Salem
- Sandhills Horticultural Gardens – Pinehurst
- Daniel Stowe Botanical Garden – Belmont
- Wing Haven Gardens and Bird Sanctuary – Charlotte

## North Dakota
- Berthold Public School Arboretum – Berthold
- Denbigh Experimental Forest – Towner
- Fort Stevenson State Park Arboretum – Garrison
- Gunlogson Arboretum Nature Preserve – Cavalier
- Myra Arboretum – Larimore

## Ohio
- Chadwick Arboretum – Ohio State University, Columbus
- Cincinnati Zoo and Botanical Garden – Cincinnati
- Cleveland Botanical Garden – Cleveland
- Cox Arboretum and Gardens MetroPark – Dayton
- Dawes Arboretum – Newark
- Fellows Riverside Gardens – Mill Creek Metro Parks, Youngstown
- Franklin Park Conservatory – Columbus
- Gardenview Horticultural Park – Strongsville
- Holden Arboretum – Kirtland
- Stan Hywet Hall and Gardens – Akron
- Inniswood Botanical Garden and Nature Preserve – Westerville
- Kingwood Center – Mansfield
- Krohn Conservatory – Cincinnati
- Mount Airy Arboretum – Cincinnati
- Ramser Arboretum – Danville
- Stanley M. Rowe Arboretum – Indian Hill
- Schedel Arboretum and Gardens – Elmore
- Secrest Arboretum – Wooster
- Spring Grove Cemetery – Cincinnati
- R. A. Stranahan Arboretum – University of Toledo, Toledo
- Toledo Botanical Garden – Toledo
- Woodland Cemetery and Arboretum – Dayton

## Oklahoma
- Cann Memorial Botanical Gardens – Ponca City
- Cedarvale Botanic Garden and Restaurant – Davis
- Garrard Ardeneum – McAlester
- Hambrick Botanical Gardens – Oklahoma City
- Honor Heights Park – Muskogee
- Kerr Arboretum and Botanical Area – Talihina
- Lendonwood Gardens – Grove
- Jo Allyn Lowe Park – Bartlesville
- McAlester Arboretum – McAlester
- Midwest City Hall Arboretum – Midwest City
- Morrison Arboretum – Morrison
- Myriad Botanical Gardens – Oklahoma City
- North Central Oklahoma Cactus Botanical Garden – Covington
- North Oklahoma Botanical Garden and Arboretum – Northern Oklahoma College, Tonkawa
- Oklahoma Botanical Garden and Arboretum – Oklahoma State University, Stillwater
- Oklahoma City Zoological Park and Botanical Garden – Oklahoma City
- Washington Irving Memorial Park and Arboretum – Bixby
- Will Rogers Horticultural Gardens – Oklahoma City
- Woodward Park – Tulsa

## Oregon
- Beekman Native Plant Arboretum – Jacksonville
- Berry Botanic Garden – Portland
- Bush’s Pasture Park – Salem
- Crystal Springs Rhododendron Garden – Portland
- Darlingtonia Botanical Wayside – Florence
- Hoyt Arboretum – Portland
- Lithia Park – Ashland
- Leach Botanical Garden – Portland
- Mount Pisgah Arboretum – Eugene
- The Oregon Garden – Silverton
- Oregon Trail Arboretum – Echo
- Palmerton Arboretum – Grants Pass
- Peavy Arboretum – Oregon State University, Corvallis
- Portland Classical Chinese Garden – Portland
- Portland Japanese Garden – Portland
- Martha Springer Botanical Garden – Willamette University, Salem
- Western Deer Park and Arboretum – Sheridan

## Pennsylvania
- American College Arboretum – Bryn Mawr
- Appleford/Parsons-Banks Arboretum – Villanova
- The Arboretum of the Barnes Foundation – Merion
- Arboretum at Penn State Behrend – Erie
- Arboretum Villanova – Villanova
- Awbury Arboretum – Philadelphia
- Bartram’s Garden – Philadelphia
- The Botanic Garden of Western Pennsylvania – Pittsburgh
- Bowman’s Hill Wildflower Preserve – New Hope
- Brandywine Wildflower and Native Plant Gardens – Brandywine River Museum, Chadds Ford
- Bryn Mawr Campus Arboretum – Bryn Mawr College, Bryn Mawr
- Centennial Arboretum – Philadelphia
- Chatham College Arboretum – Pittsburgh
- Crozer Arboretum – Upland
- William F. Curtis Arboretum – Cedar Crest College, Allentown
- Curtis Hall Arboretum – Wyncote (Elkins Park)
- Lee and Virginia Graver Arboretum – Muhlenberg College, Allentown
- Haverford College Arboretum – Haverford College, Haverford
- Henry Foundation for Botanical Research – Gladwyne
- Hershey Gardens – Hershey
- Historic Bartram’s Garden – Philadelphia
- Holtwood Arboretum – Holtwood
- The Horticultural Center (Philadelphia) – Philadelphia
- Jenkins Arboretum – Devon
- Lake Erie Arboretum – Erie
- Liberty Forge Arboretum – Camp Hill
- Longwood Gardens – Kennett Square
- Marywood University Arboretum – Scranton
- Mont Alto Arboretum – Pennsylvania State University, Mont Alto
- Morris Arboretum – University of Pennsylvania, Philadelphia
- National Aviary – Pittsburgh
- Old Botany – State College
- Pennsylvania Horticultural Society – Philadelphia
- Phipps Conservatory and Botanical Gardens – Pittsburgh
- Renziehausen Park Rose Garden and Arboretum – McKeesport
- Rodef Shalom Biblical Botanical Garden – Pittsburgh
- Henry Schmieder Arboretum – Delaware Valley College, Doylestown
- Scott Arboretum – Swarthmore College, Swarthmore
- Swiss Pines – Malvern
- Louise Arnold Tanger Arboretum – Lancaster
- Taylor Memorial Arboretum – Wallingford
- John J. Tyler Arboretum – Media
- Welkinweir – Pottstown

## Rhode Island
- Blithewold Mansion, Gardens and Arboretum – Bristol
- Wilcox Park – Westerly

## South Carolina
- W. Gordon Belser Arboretum – University of South Carolina, Columbia
- Brookgreen Gardens – Pawleys Island
- Cypress Gardens (South Carolina) – Moncks Corner
- Furman University Japanese Garden – Furman University, Greenville
- Kalmia Gardens – Coker College, Hartsville
- Magnolia Plantation and Gardens – Charleston
- Mepkin Abbey Botanical Garden – Moncks Corner
- Middleton Place – Charleston
- Park Seed Company Gardens – Greenwood
- Riverbanks Zoo and Botanical Garden – Columbia
- South Carolina Botanical Garden – Clemson University, Clemson
- Summerville Azalea Park – Summerville
- Wells Japanese Garden – Newberry

## South Dakota
- The Journey Museum and Gardens – Rapid City
- Kuhnert Arboretum – Aberdeen
- McCrory Gardens and South Dakota Arboretum – South Dakota State University, Brookings

## Tennessee
- Belle Meade Plantation – Nashville
- Bonny Oaks Arboretum – Chattanooga
- Daniel Boone Arboretum – Harrogate
- Burchfiel Grove and Arboretum – Sevierville
- Cheekwood Botanical Gardens – Nashville
- Cherokee Trail Arboretum – Chattanooga
- Clarksville City Arboretum – Clarksville
- Gerald D. Coorts Memorial Arboretum – Cookeville
- Deerwood Arboretum and Natural Area – Brentwood
- Dixon Gallery and Gardens – Memphis
- East Tennessee State University Arboretum – East Tennessee State University, Johnson City
- Hermitage Arboretum – Nashville
- Interstate Packaging Arboretum – White Bluff
- Memphis Botanic Garden – Memphis
- Old Forest Arboretum of Overton Park – Memphis
- Old Hickory Lake Arboretum – Nashville
- Carlisle S. Page Arboretum – Memphis
- Louise Pearson Memorial Arboretum – Bells
- Reflection Riding Arboretum and Botanical Garden – Chattanooga
- Stones River Greenway Arboretum – Murfreesboro
- University of Tennessee Arboretum – Oak Ridge
- University of Tennessee Botanical Gardens – Martin

## Texas
- Beaumont Botanical Gardens – Beaumont
- Brazos County Arboretum – Texas A&M University, College Station
- Carleen Bright Arboretum – Woodway
- Chihuahuan Desert Research Institute – Fort Davis
- Corpus Christi Botanical Gardens and Nature Center – Corpus Christi
- Dallas Arboretum and Botanical Garden – Dallas
- East Texas Arboretum and Botanical Society – Athens
- Fort Worth Botanic Garden – Fort Worth
- Houston Arboretum and Nature Center – Houston
- Lady Bird Johnson Wildflower Research Center – Austin
- Mast Arboretum – Stephen F. Austin State University, Nacogdoches
- McAllen Botanical Gardens – McAllen
- Mercer Arboretum and Botanic Gardens – Humble
- Riverside Nature Center – Kerrville
- San Antonio Botanical Garden – San Antonio
- Shangri La Botanical Gardens and Nature Center – Orange
- Tyrrell Park Botanical Gardens – Beaumont
- Umlauf Sculpture Garden and Museum – Austin
- Zilker Botanical Garden – Austin

## Utah
- Brigham Young University Arboretum (Harrison Arboretum) – Brigham Young University, Provo
- Stein Eriksen Lodge Botanical Garden – Park City
- Red Butte Garden and Arboretum – University of Utah, Salt Lake City
- Petersen Arboretum – Alpine
- Robert L. Shepherd Desert Arboretum – Santa Clara
- State Arboretum of Utah – University of Utah, Salt Lake City
- Utah Botanical Center – Kaysville

## Vermont
- Park-McCullough Historic House – North Bennington
- Vermont Experimental Cold-Hardy Cactus Garden – Middlebury

## Virginia
- American Horticultural Society’s River Farm – Alexandria
- Boxerwood Gardens – Lexington
- Edith J. Carrier Arboretum – James Madison University, Harrisonburg
- Forest Lawn Cemetery and Arboretum – Richmond
- Lewis Ginter Botanical Garden – Richmond
- Glen Burnie Historic House and Gardens – Winchester
- Green Spring Gardens Park – Alexandria
- Maymont Park – Richmond
- Meadowlark Botanical Gardens – Vienna
- Norfolk Botanical Gardens – Norfolk
- Oatlands Plantation – Leesburg
- Orland E. White Research Arboretum – State Arboretum of Virginia, Boyce
- Virginia Tech Horticulture Garden – Virginia Tech, Blacksburg

## Washington
- Bellevue Botanical Garden – Bellevue
- Bloedel Reserve – Bainbridge Island
- Evergreen Arboretum and Gardens – Everett
- Carl S. English, Jr., Botanical Gardens – Seattle
- John A. Finch Arboretum – Spokane
- Highline Botanical Garden – SeaTac
- Hulda Klager Lilac Gardens – Woodland
- Kruckeberg Botanic Garden – Shoreline
- Lake Wilderness Arboretum – Maple Valley
- Lakewold Gardens – Lakewood
- Manito Park and Botanical Gardens – Spokane
- Meerkerk Rhododendron Gardens – Greenbank
- Rhododendron Species Foundation and Botanical Garden – Federal Way
- Sehome Hill Arboretum – Bellingham
- W. W. Seymour Botanical Conservatory – Tacoma
- South Seattle Community College Arboretum – South Seattle Community College, Seattle
- Washington Park Arboretum – University of Washington, Seattle
- Wind River Arboretum – Carson
- Wright Park Arboretum – Tacoma
- Yakima Area Arboretum – Yakima

## West Virginia
- Brooks Memorial Arboretum – Hillsboro
- Core Arboretum – West Virginia University, Morgantown
- Cranberry Glades Botanical Area – Monongahela National Forest, Mill Point
- Sunshine Farm and Gardens – Renick

## Wisconsin
- Boerner Botanical Gardens – Hales Corners
- Cofrin Memorial Arboretum – University of Wisconsin, Green Bay
- Green Bay Botanical Garden – Green Bay
- Jones Arboretum and Botanical Gardens – Readstown
- Memorial Park Arboretum and Gardens – Appleton
- Mitchell Park Horticultural Conservatory – Milwaukee
- Olbrich Botanical Gardens – Madison
- Paine Art Center and Gardens – Oshkosh
- Rotary Gardens – Janesville
- University of Wisconsin-Madison Arboretum – Madison

## Wyoming
- Cheyenne Botanic Gardens – Cheyenne

## Virgin Islands
- St. George Village Botanical Garden – Frederiksted

- Karte mit allen verlinkten Seiten:
- OSM |
- WikiMap